# Травматологія
Травматологія (від грец. τραῦμα — «рана» + лат. logos — «наука») — галузь медицини та підрозділ хірургії що вивчає травматичні пошкодження, хвороби, пов'язані з ними, а також розробляє засоби лікування й профілактики травм.

## Історія травматології

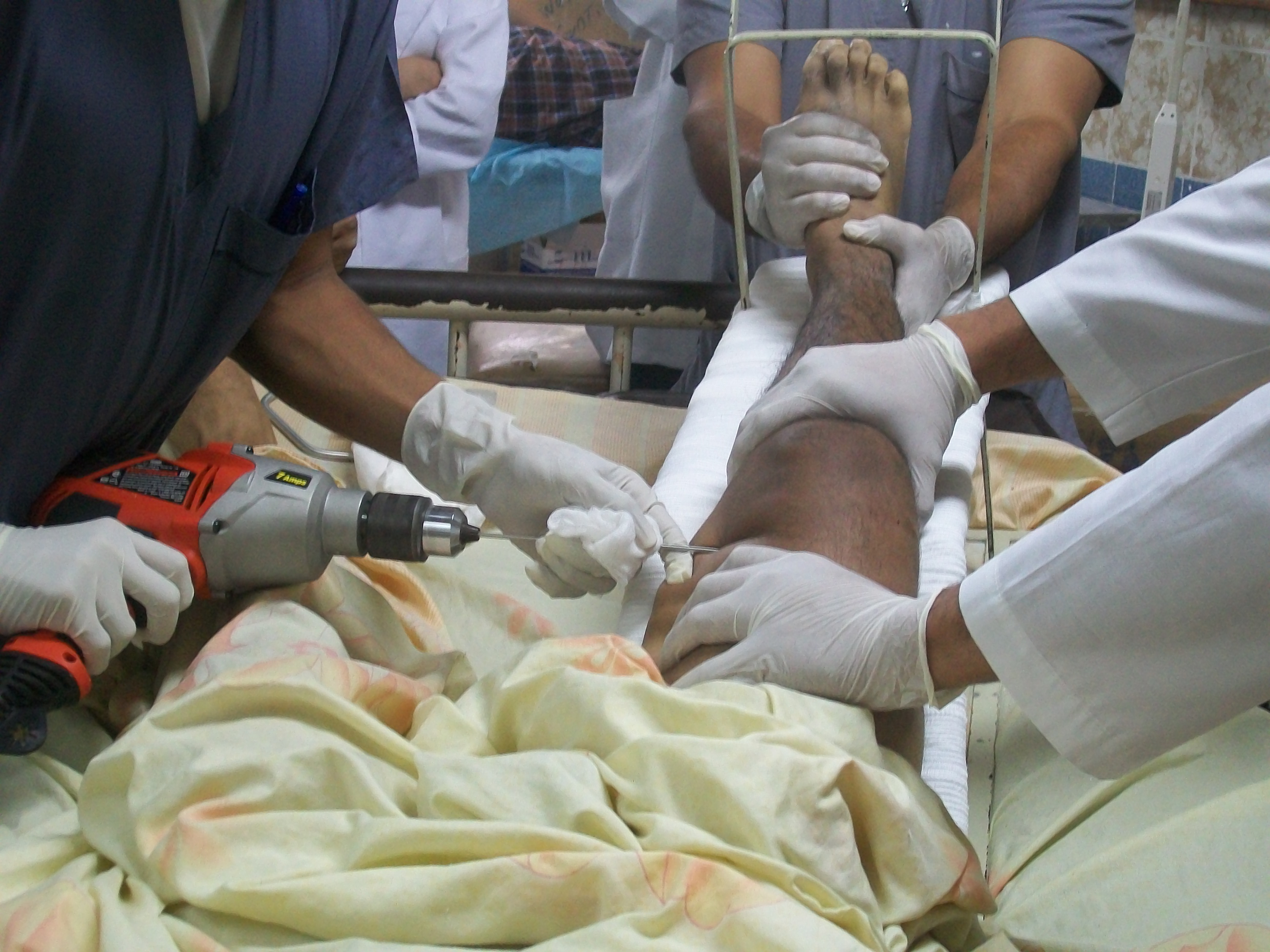
Травматологія, лікувальна маніпуляція з встановлення шпиці

Історія травматології пов'язана з появою в Греції, батька медицини геніального Гіппократа (близько 460—370 рр. до н. е.). Про життя Гіппократа відомо мало. Його батько Гераклід був лікарем. Його життя овіяне багатьма легендами. Серед безумовно достовірних творів Гіппократа, присвячених різним галузям медицини, також є твори й на травматологічні теми — «Про переломи кісток», «Про суглоби». У цих творах наводяться докладні відомості, частина з яких не втратила свого значення до нашого часу. Наприклад: добре відомий теперішнім лікарям вправлення вивиху за способом Гіппократа.
Важко переоцінити внесок М. І. Пирогова (1810—1881). М. І. Пирогов — геніальний вчений, мислитель і провидець. З його ім'ям пов'язана ціла епоха в розвитку медицини. Вражає широта його інтересів і поглядів. М. І. Пирогов — творець основ топографічної анатомії. М. І. Пирогов назвав війну — «травматичною епідемією». Ним створено метод ощадного лікування вогнепальних (відкритих) переломів, спрямований на збереження кінцівки при поширенні інфекції. Важливим елементом цього лікування є запропонована М. І. Пироговим гіпсова пов'язка.
Також великий внесок здійснив французький лікар Ніколя Андрі (1658—1742). Він отримав теологічну освіту, став професором теології. У 32 роки почав вивчати медицину. Наукові праці були присвячені деяким захворюванням кісток, кровотечам, він писав про користь утримання від спиртного, вивчав «черв'яків» (вважав, що кожна частина тіла має свого черв'яка, який викликає захворювання — передтеча вчення про збудників захворювань). Свою «Травматологію і ортопедію» він надрукував у віці 84 років за рік до смерті. Також запропонував гравюру, яка стала емблемою травматології та ортопедії.

## Досліджувані питання травматології
Основні групи ушкоджень, вивченням яких займається сучасна травматологія.

### Перелом кістки
Перелом — повне або часткове порушення цілісності кістки в результаті механічної дії.

### Вивих
Вивих (luxatio) — порушення конгруентності суглобових поверхонь кісток, як з порушенням цілісності суглобової капсули, так і без порушення, під дією механічної сили (травми) або деструктивних процесів в суглобі (артрозів, артритів).

### Струс
Струс (лат. commotio) — це механічний вплив на тканини, що приводить до порушення їх функціонального стану без явних анатомічних порушень.

### Розтягнення
Розтягнення (distorsio) — пошкодження тканин у результаті дії протилежно спрямованих сил, що не супроводжується порушенням їхньої анатомічної безперервності. Являє собою розтягнення зв'язок суглобового апарату або розрив і відрив зв'язок від місць кріплення. Також можливі відриви сухожилкових м'язів і безпосередні розриви м'язової тканини.

### Розриви
Розрив (ruptura) — пошкодження тканин у результаті дії протилежно спрямованих сил, з порушенням їхньої анатомічної безперервності.

### Синдром тривалого здавлення
Синдром тривалого здавлення (травматичний токсикоз) — своєрідний патологічний стан м'яких тканин після тривалого (2-4 години і більше) здавлення. Характерною особливістю є те, що після усунення здавлюючого об'єкта в кров масивно надходять токсичні продукти розпаду тканин, що й зумовлює тяжкість стану і клінічні прояви.

### Забій
Забій (лат. contusio) — закрите пошкодження тканин і органів без істотного порушення їх структури. Найчастіше пошкоджуються поверхнево розташовані тканини (шкіра, підшкірна клітковина, м'язи і окістя). Особливо страждають при сильному ударі м'які тканини, котрі придавлює в момент травми до кісток.

### Рана
Рана (лат. vulnus) — порушення анатомічної цілісності покривних або внутрішніх тканин на всю їх товщину, а іноді також і внутрішніх органів, викликане механічним впливом. Відмінні ознаки: біль, кровотеча, зяяння.

### Книги
- Загальні питання травматології та ортопедії: навчально–методичний посібник. 2-е видання / Головаха М.Л., Нерянов Ю.М., Івченко Д.В. та ін.– Запоріжжя, 2016.– 200 с. Електронне джерело
- Травматологія та ортопедія: підручник / за ред. Г. Г. Голки, О. А. Бур'янова, В. Г. Климовицького. – Вінниця: Нова Книга, 2014. – 416 с. ISBN 978-966-382-496-3
- Кишеньковий довідник з травматології та ортопедії: навчальний посібник / за ред. академіка О. Є. Лоскутова. – Дніпро: ЛІРА, 2018. – 298 с. Ел.джерело ISBN 978-966-981-007-6
- Травматологія та ортопедія: Посібник для мед ун-тів, інст., акад. — 2-ге вид., випр. Рекомендовано МОЗ / Ю.В. Поляченко, О.А. Бур’янов, Є.Т.Скляренко та ін.; за ред. О.А. Бур’янова— К., 2017. — 216 с. ISBN 978-617-505-584-7
- Травматологія і ортопедія: Підручник / Є.Т.Скляренко. –К.: Здоров'я, 2005. – 384 с.
- Літопис травматології та ортопедії / ред.: Є. Т. Скляренко; Нац. мед. ун-т ім. О.О.Богомольця. - К., 2000. - 112 с. - укр. - рос.
- (рос.) Меженина Е.П., Залозный Ю.Г.. Травматология и ортопедия/2-е, доработанное и дополненное.- Киев:«Вища школа», 1985.- 200 с.

### Журнали
Загальні:
- Journal of Bone and Joint Surgery
- Journal of Trauma and Acute Care Surgery
- Bone and Joint Journal
- Clinical Orthopaedics and Related Research
- Journal of Orthopaedic Research
- Journal of Orthopaedic Trauma
- Orthopaedics and Traumatology: Surgery and Research
- Archives of Orthopaedic and Trauma Surgery
- Chinese Journal of Traumatology - English Edition
- International Orthopaedics

Спеціалізовані:
- Journal of Pediatric Orthopaedics
- Arthroscopy - Journal of Arthroscopic and Related Surgery
- Journal of Shoulder and Elbow Surgery
- Journal of Arthroplasty
- Knee Surgery, Sports Traumatology, Arthroscopy
- Journal of Neurotrauma
- Journal of Head Trauma Rehabilitation
- Muscles, Ligaments and Tendons Journal
- Journal of Experimental Orthopaedics

| Медицина | Це незавершена стаття з медицини. Ви можете допомогти проєкту, виправивши або дописавши її. |